# Banca del Guatemala
La Banca del Guatemala (in spagnolo: Banco de Guatemala), è la banca centrale di Guatemala. La sua funzione principale è quella di regolare il sistema bancario del Paese.

## Storia
La banca fu creata nel contesto della Rivoluzione guatemalteca del 1944, fu creata la Legge Organica della Banca del Guatemala (Decreto 215 del Congresso della Repubblica, dell'11 dicembre 1945) che le conferì lo status di entità autonoma con ampi poteri nell'uso di strumenti politici per neutralizzare le fluttuazioni cicliche dell'economia.

### Elenco dei Presidenti
Nel corso della sua storia, il Guatemala ha avuto 28 presidenti di banche centrali, i più recenti dei quali sono elencati di seguito.
| Rango | Nome                                     | Mandato       |
| ----- | ---------------------------------------- | ------------- |
| 23    | Lizardo Arturo Sosa Ramirez              | (2000–2006)   |
| 24    | María Antonieta Del Cid Navas de Bonilla | (2006–2010)   |
| 25    | Edgar Baltazar Barquín Dúran             | (2010–2014)   |
| 26    | Julio Suárez                             | (2014–2018)   |
| 27    | Sergio Francisco Recinos Rivera          | (2018–2022)   |
| 28    | Alvaro González Ricci                    | (Depuis 2022) |